# St. Valentin (Großköchlham)

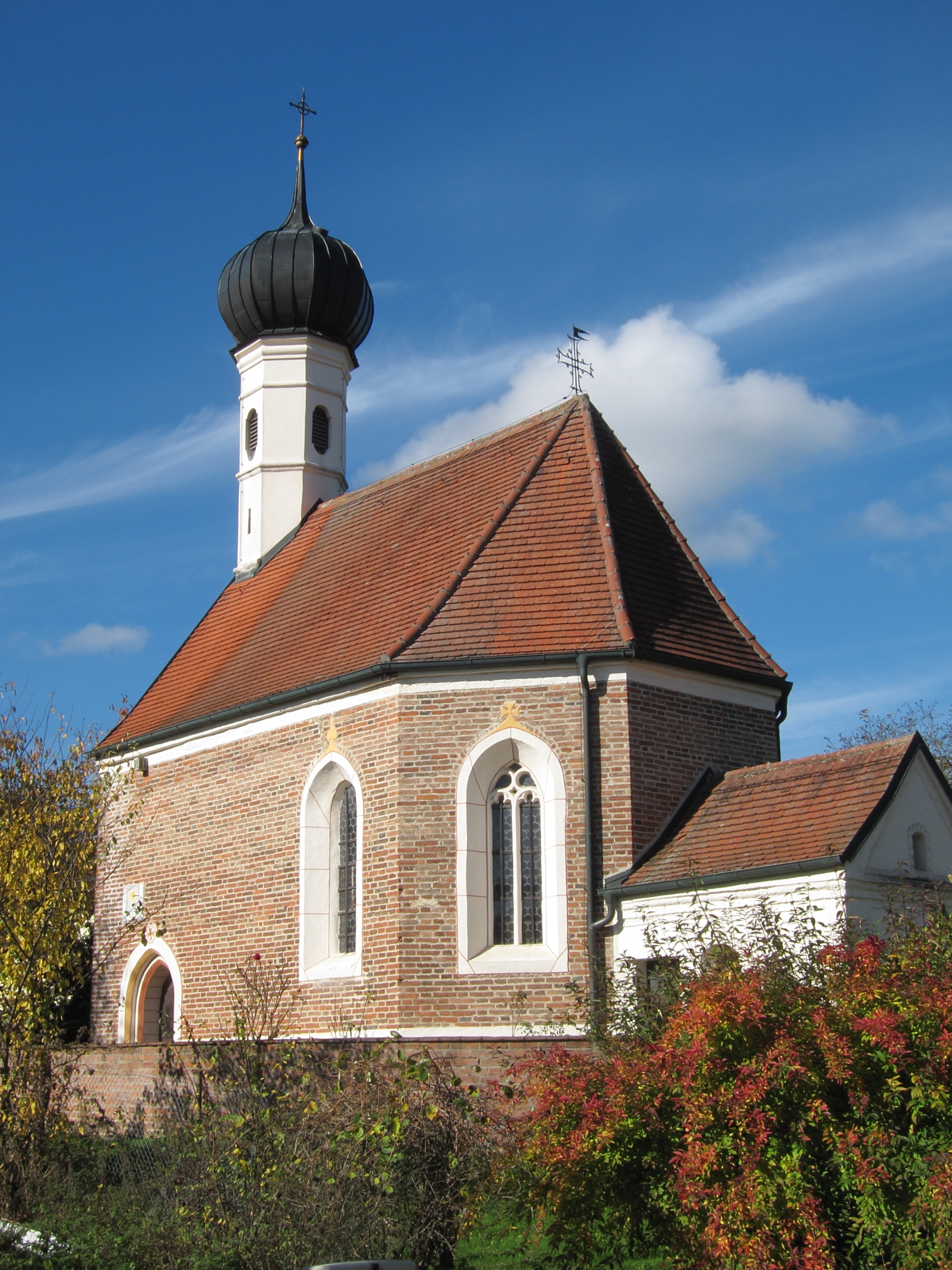
Kirche St. Valentin in Großköchlham

Blick auf den Hochaltar

Die katholische Filialkirche St. Valentin in Großköchlham, einem Gemeindeteil von Taufkirchen im oberbayerischen Landkreis Erding, wurde um 1500 errichtet.

## Beschreibung
Der kleine spätgotische Backsteinbau mit westlichem Dachreiter und angebauter barocker Sakristei ist ein geschütztes Baudenkmal. Der nicht eingezogene Chor besitzt einen Dreiachtelschluss. Das Portal und die Maßwerkfenster sind spitzbogig.
Die Decken- und Wandmalereien wurden 1731 von Franz Albert Aiglsdorfer ausgeführt. Der Hochaltar stammt aus dem Jahr 1739. Zahlreiche Votivtafeln sind in der Kirche zu sehen.